# The Women (pel·lícula de 2008)
 The Women és una pel·lícula comèdia dramàtica estatunidenca dirigida per Diane English, estrenada el 2008, protagonitzada per Meg Ryan, Annette Bening, Eva Mendes, Debra Messing, Jada Pinkett Smith, Carrie Fisher, Cloris Leachman, Debi Mazar, Bette Midler, i Candice Bergen, que revisa la pel·lícula de George Cukor de 1939 amb el mateix nom, a l'hora basat en una obra de Clare Boothe Luce de 1936. Ha estat doblada en català.

## Argument
Mary Haines és l'esposa exemplar d'un home de negocis -Stephen Haines- i mare d'una filla. És envoltada d'amigues més aviat xafarderes, especialment Sylvia Fowler que sap alguna cosa que Mary ignora. Stephen té una relació amb Crystal Allen, una venedora. Gràcies a Sylvia, Mary descobreix la veritat. Després d'una forta confrontació amb Crystal, i empenyada per Sylvia, Mary va a divorciar-se a Reno. Poc després, Stephen es casa amb Crystal i Mary comprèn, però massa tard, que per orgull s'ha divorciat massa ràpidament. Descobrint per la seva filla que Crystal enganya ja Stephen, decideix anar a reconquerir el seu marit.